# 地球 (摩天楼オペラのアルバム)
『地球』（ちきゅう）は、日本のヴィジュアル系ロックバンド、摩天楼オペラの通算7枚目のアルバム。2016年1月20日発売。発売元はキングレコード。

## 内容
- 2016年1月20日、シングル「ether」の発売と共に打ち出したコンセプト「The Elements」の完結編として製作されたアルバム。
- 発売に先駆け、アルバムの特設サイトが設置された。
- スリーブ仕様ジャケットでボーナストラック及び特典DVD付きの初回限定盤と、通常盤の2タイプが同時発売される。
- 初回限定盤、通常盤共に、初回製造分にはプレゼント応募券が付属する。
- ライナーノーツには、フリーライターの土屋京輔が寄稿。
- 週間チャート（オリコン）では18位を記録。本作で摩天楼オペラのアルバムとしては最高順位を更新した。

## 収録曲
1. PANDORA (作詞・作曲:苑)
アルバムのリードトラック。摩天楼オペラの中でヴォーカル入りの曲としては2分強と、最も短い。
2. BURNING SOUL (作詞・作曲:苑)
メジャー9thシングル表題曲。テレビ東京系「JAPAN COUNTDOWN」2015年10月度エンディングテーマ。
3. 致命傷 (作詞:苑 作曲:彩雨)
メジャー7thシングル表題曲。テレビアニメーション「オレん家のフロ事情」のオープニングテーマ曲。
4. YOU&I (作詞:苑 作曲:彩雨)
5. 君と見る風の行方 (作詞・作曲:苑)
2015年6月より開始した、三ヶ月連続の配信シングルリリース第一弾としてリリースされた楽曲。
6. Good Bye My World (作詞:苑 作曲:彩雨)
7. 青く透明なこの神秘の海へ (作詞・作曲:苑)
2015年6月より開始した、三ヶ月連続の配信シングルリリース第二弾としてリリースされた楽曲。8分近い長さを持ち、摩天楼オペラの曲の中では最長。
8. FANTASIA (作曲:Anzi)
ギター主体のインストゥルメンタル。
9. SILENT SCREAM (作詞:苑 作曲:Anzi)
10. ether (作詞・作曲:苑)
メジャー8thシングル表題曲。2015年に公開された映画「心霊写真部 劇場版」の主題歌。
11. 讃えよう 母なる地で (作詞:苑 作曲:彩雨)
2015年6月より開始した、三ヶ月連続の配信シングルリリース第三弾としてリリースされた楽曲。
12. 地球 (作詞・作曲:苑)
アルバムのタイトルトラック。
13. 嘘のない私で (作詞・作曲:苑)
初回限定盤にのみ収録されるボーナストラック。元はかなでももこの1stミニアルバム用に提供された楽曲。

### DVD (初回限定盤のみ)
1. 「ether」Music Video
2. 「BURNING SOUL」Music Video
3. 「PANDORA」Music Video
4. 特典映像「撮影メイキング映像」